# Спиди
 Тази статия е за българското предприятие.  За филма на Тед Уайлд вижте Спиди (филм).  
„Спиди“ АД е българско предприятие за куриерски услуги със седалище в София, част от френската група „Геопост“.
Към 2023 година има обем на продажбите от 456 милиона лева с 35% от пазара на неуниверсалните пощенски услуги в България, печалба от 39,4 милиона лева и около 1800 служители.
Куриерската дейност на „Спиди“ започва през 1998 година, а като самостоятелно дружество е регистрирано на 10 февруари 2005 година. Създадено е от бизнесмена Валери Мектупчиян, който се занимава с търговия с резервни части за автомобили и среща проблеми с логистиката. През 2012 година „Спиди“ става публично дружество с акции, търгувани на Българската фондова борса. През 2014 година дял от 25% придобива френската куриерска фирма „Геопост“ с кол опция, чрез която през 2021 година придобива мажоритарен пакет.